# Győrzámoly
Győrzámoly község Győr-Moson-Sopron vármegyében, a Győri járásban.

## Fekvése
Magyarország északnyugati részén, Győrtől 9 kilométerre helyezkedik el az úgynevezett Alsó-Szigetközben, az 1401-es út mentén. A település lakott területe a Mosoni-Duna partjainak közelében helyezkedik el, de a község közigazgatási területe észak felé egészen a Duna főágáig elnyúlik, olyannyira, hogy győrzámolyi területen van a 14-es főút Dunán átívelő – a szlovákiai Medvére vezető – hídjának jobb parti hídfője is.

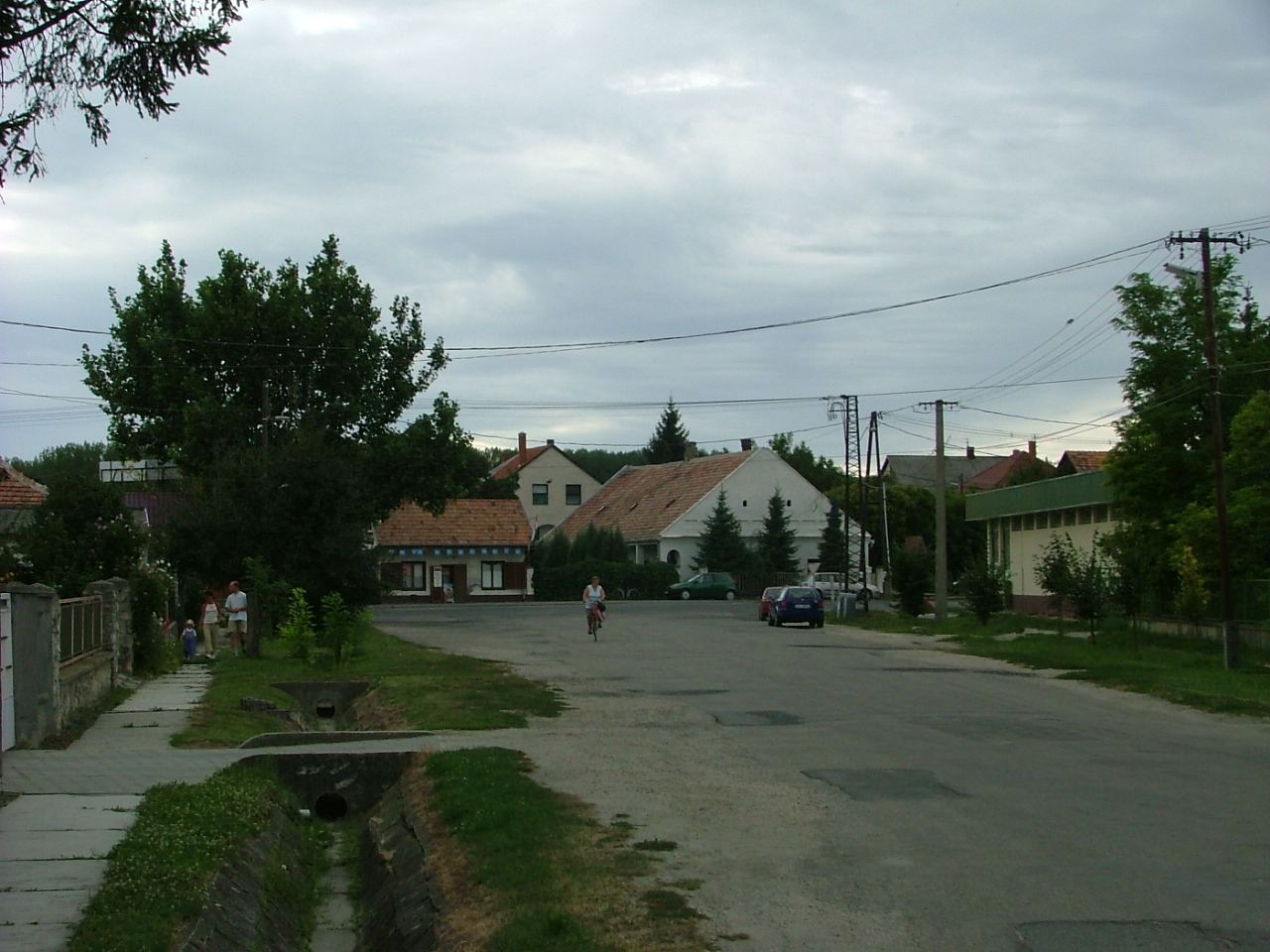
Utcák találkozása

## Nevének eredete
Győrzámoly nevének eredetére több különböző magyarázat létezik: az egyik szerint szláv eredetű és zátony mögötti helyet (zá morje) jelent, a másik szerint a zsámolyból származik (a szigetközi tájszólásban a község neve Zámú vagy Zámol), esetleg a Hédervári család Sámuel nevű tagjának nevéből.

## Története és mai élete
Győrzámoly a vármegye azon kevés településeinek egyike, amelynek területéről eddig semmilyen régészeti lelet sem került elő. Első okleveles említése 1271-ből ismert: ekkor mint Malomsokkal határos települést említik. A 15. század első felében már bizonyosan a Héderváry-család birtoka volt: 1443 és 1548 között nem kevesebb mint tizenhat oklevélben fordul elő váltakozva „Zámoly”, „Zamoly” ill. „Zamol” alakban. Közben a 15. század végén előbb a Szemerék, majd a Nagylucseiek kezén volt; 1500-ban pedig a Rozgonyiaknak zálogosították el birtokosai. 1549-ben a Héderváry család, valamint Bakyth Péter együtt bírta a nagyobb részben újonnan benépesített falut. A 16. század második felében többször elpusztult – így Győr 1594. évi török ostromakor is. A 17. század elejétől az újjáépülő falu évszázadokon át a Héderváry-család – ill. későbbi örökösei – uradalmához tartozott. 1658-ból Szent Erzsébet tiszteletére szentelt templomáról tudunk, melyet ez évben már romba dőltként említik. A falu ma álló temploma 1779-ben épült.
Az 1809. évi francia hadjárat érzékenyen érintette a települést. A Győrzámolyon keresztül vonuló francia csapatoktól elmaradt katonákat a nép megrohanta és sokakat közülük felkoncolt. Ennek hírére a csapatok visszafordultak, a falut felgyújtották, az elfogott zámolyiakat pedig Győrött haditörvényszék elé állították és halálra ítélték; de a győri püspök közbenjárására Narbonne francia tábornok június 30-án az elítélteknek kegyelmet adott.
A békés fejlődés azonban nem tarthatott sokáig: 1869-ben a falu egy része – a templommal, a plébániaépülettel és az iskolával együtt – leégett, de hamarosan újjá is épült. Az 1890. évi népszámlálás adatai szerint Győrzámolyon, valamint a hozzá tartozó Gyűrűsön, Tölösön és Patkányoson közel 1300 lélek élt; közülük 1278 római katolikus, 7 evangélikus, 6 pedig zsidó vallású volt.
A 20. század elején Győrzámoly körjegyzőség székhelye volt, ahol a lakosok hitel- és fogyasztási szövetkezetet tartanak fenn.
A község életében az utolsó nagy pusztítást az 1954. évi árvíz jelentette, amely a falu régi építészeti emlékeit szinte teljesen eltüntette. A kedvező fekvésű község azonban hamarosan újjáépült, fejlődését nemcsak az új házak, az újonnan megnyitott utcák bizonyítják, hanem az utóbbi évtizedekben átadott középületek sora is: a takarékszövetkezet, a művelődési ház és az új iskolaépület után 1987-ben falumúzeumot és tűzoltószertárt is avattak, 1993-ban pedig elkészült a nagy népszerűségnek örvendő tornacsarnok is.

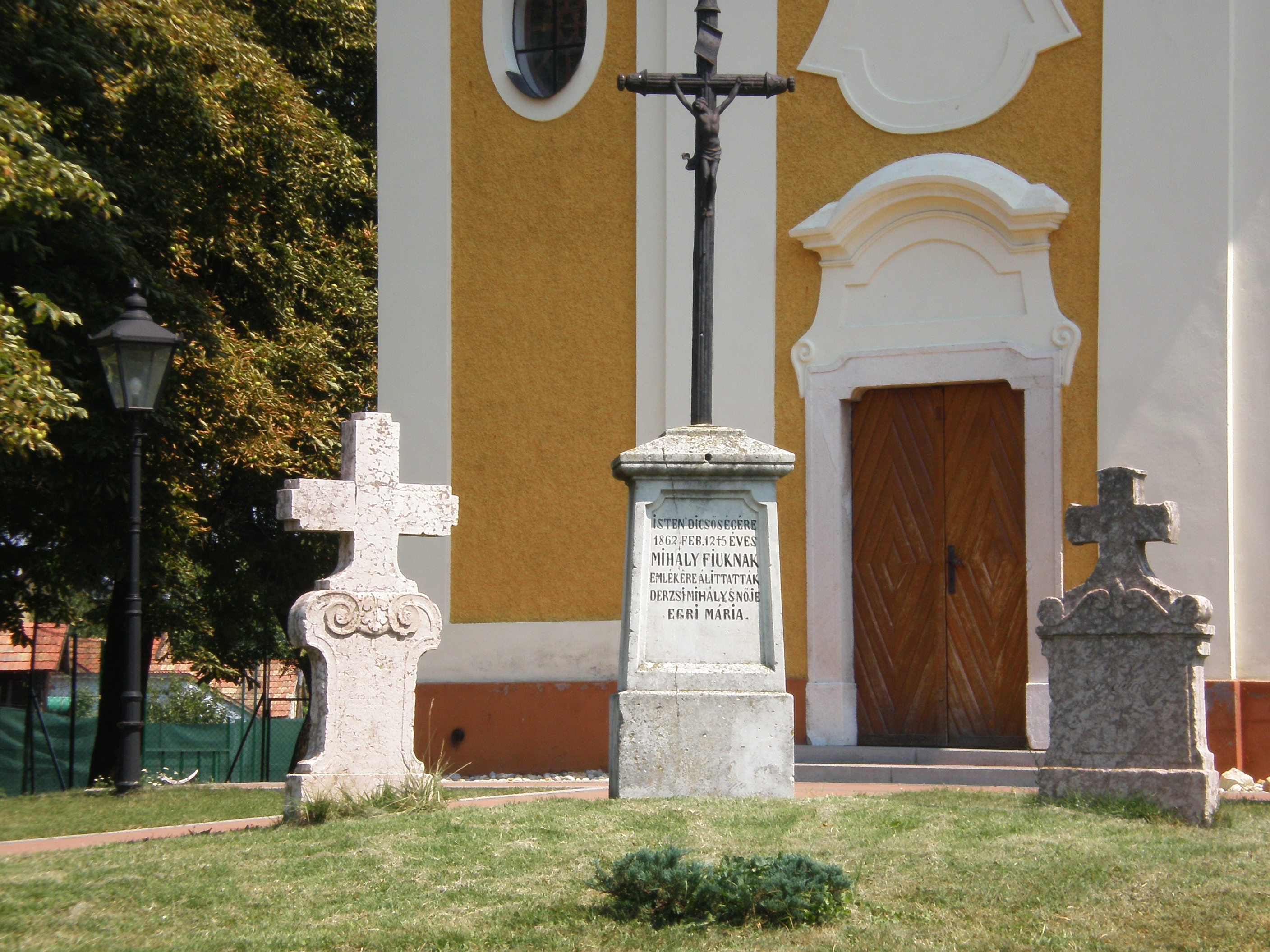
A katolikus templom előtti tér

A lakosság elsősorban Győrött, valamint helyi magánvállalkozásokban talál megélhetést.

## Közélete

### Polgármesterei
- 1990–1994: Máder János (független)[4]
- 1994–1998: Horváth Gábor (független)[5]
- 1998–2002: Horváth Gábor (független)[6]
- 2002–2006: Horváth Gábor (független)[7]
- 2006–2010: Horváth Gábor (független)[8]
- 2010–2014: Horváth Gábor (független)[9]
- 2014–2019: Horváth Gábor (független)[10]
- 2019–2024: Pulai Nikoletta (független)[11]
- 2024– : Granát Gábor (Fidesz-KDNP)[1]

## Népesség
A település népességének változása:
| Lakosok száma | 2474 | 2558 | 3154 | 3586 | 3810 | 3841 | 3892 |
|               | 2013 | 2014 | 2019 | 2021 | 2022 | 2023 | 2024 |

A 2011-es népszámlálás során a lakosok 89,7%-a magyarnak, 1,9% németnek, 0,3% románnak, 0,3% szlováknak mondta magát (10,1% nem nyilatkozott; a kettős identitások miatt a végösszeg nagyobb lehet 100%-nál). A vallási megoszlás a következő volt: római katolikus 58,6%, református 2,6%, evangélikus 2,2%, görögkatolikus 0,3%, felekezeten kívüli 11% (24,2% nem nyilatkozott).
2022-ben a lakosság 89,8%-a vallotta magát magyarnak, 1,8% németnek, 0,3% cigánynak, 0,2% ukránnak, 0,2% szlováknak, 0,1-0,1% görögnek, bolgárnak, ruszinnak és románnak, 3,1% egyéb, nem hazai nemzetiségűnek (10% nem nyilatkozott; a kettős identitások miatt a végösszeg nagyobb lehet 100%-nál). Vallásuk szerint 37,2% volt római katolikus, 3% református, 2,2% evangélikus, 0,5% görög katolikus, 0,6% egyéb keresztény, 0,7% egyéb katolikus, 11,1% felekezeten kívüli (44,4% nem válaszolt).

## Látnivalók

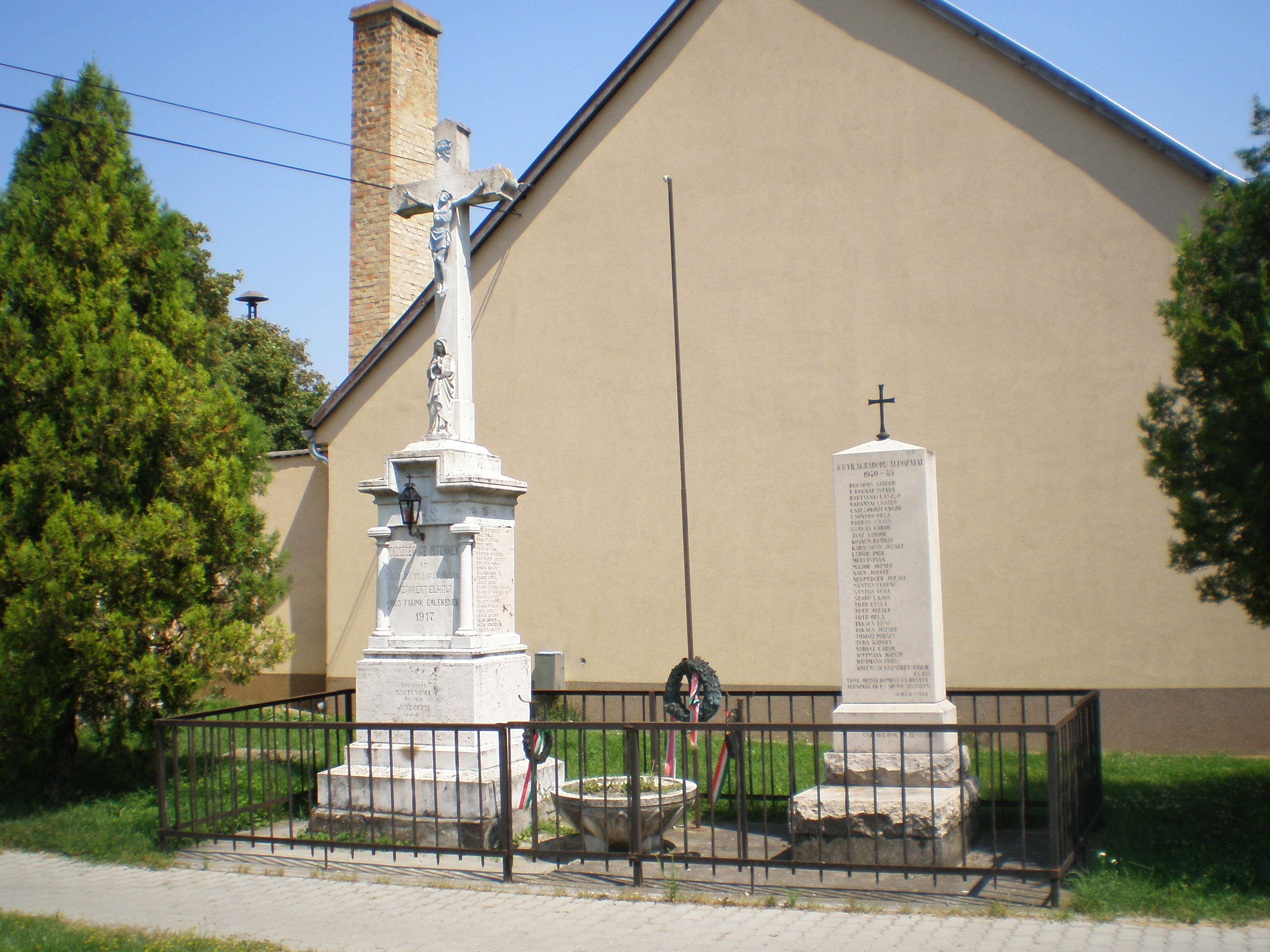
Világháborús emlékművek

- Római katolikus templom: A község Szent László tiszteletére szentelt, 114 m² alapterületű, barokk stílusú temploma 1779-ben épült; 1869-ben leégett, de eredeti stílusában újjáépítették. Fő- és mellékoltára, szószéke és keresztelőkútja 1780-ban készült copf stílusban, az első templom berendezéséből menekült meg. A templom és berendezése műemléki védelem alatt áll.[14]
- 1917-ben a falu központi helyén, a Szent István és a Szent László utca kereszteződésében Csuti Vince és neje, Jász Örzse hálából keresztet állíttatott, mert 4 fiuk az első világháborúból hazatért. E kereszt két oldalára került fel később az első világháborúban hősi halált halt 44 zámolyi férfi neve. Az emlékmű szomszédságában alakította ki az önkormányzat 1990-ben a falu második világháborús áldozatainak emlékoszlopát, ez 32 személynek állít emléket.
- A falu határa természeti értékekben is nagyon gazdag. Győrzámoly és Győrújfalu határában terül el a Remencei Duna-ág, a Szil-ága és a Zámolyi tölös közel 100 ha-nyi területe. A vízfolyásokat mindenütt magassásosok, magaskórósok szegélyezik. Itt található az Alsó-Szigetköz legnagyobb nádasa, a Lajma. A Zámolyi tölös pedig az Alsó-Szigetköz ma már ritka ártéri keményfa- (tölgy-, kőris- és szil-) ligeterdeje.
- Falumúzeum

## Híres győrzámolyiak
- Itt született dr. Sághy Vilmos (1922–1999) magyar agrárközgazdász, belkereskedelmi miniszter, az Országos Tervhivatal elnökhelyettese.
- Itt született Kozma Imre (1940. június 4. – 2024. október 17.) római katolikus pap, irgalmasrendi szerzetes, a Magyar Máltai Szeretetszolgálat alapítója.